# Korsun-Shevchenkivskyi (huyện)
Huyện Korsun-Shevchenkivskyi (tiếng Ukraina: Корсунь-Шевченківський район, chuyển tự: Korsun-Shevchenkivskyis’kyi raion) là một huyện của tỉnh Cherkasy thuộc Ukraina. Huyện Korsun-Shevchenkivskyi có diện tích 896 km², dân số theo điều tra dân số ngày 5 tháng 12 năm 2001 là 49990 người với mật độ 56 người/km2. Trung tâm huyện nằm ở Korsun-Shevchenkivskyi.